# Andrzej Sapkowski
Andrzej Sapkowski (Łódź, 21 juni 1948) is een Pools fantasyschrijver. Hij is het bekendst door zijn succesvolle boekenreeks De Hekser.

## Biografie
Sapkowski studeerde economie, en voordat hij zich op het schrijven stortte, werkte hij als een hoofdvertegenwoordiger voor een buitenlands handelsbedrijf. Zijn eerste kort verhaal, De Hekser (Wiedźmin), werd gepubliceerd in Fantastyka, een toonaangevend fantasyliteratuurmagazine in Polen, in 1986 en was zowel bij lezers als critici enorm succesvol. Sapkowski heeft een cyclus of boekenreeks gecreëerd gebaseerd op de wereld van De Hekser, bestaande uit drie verzamelingen van kortverhalen en vijf romans. Deze boekenreeks en vele andere werken hebben van hem een van de bekendste fantasyauteurs in Polen gemaakt in de jaren 90 van de 20e eeuw.
Het hoofdpersonage van De Hekser is Geralt, een mutant-moordenaar die sinds zijn kindertijd is getraind om monsters op te sporen en te vernietigen. Geralt leeft in een moreel ambigu universum, maar slaagt er niettemin in zich aan zijn eigen coherente ethische gedragscode te houden. Tegelijkertijd cynisch en nobel, is Geralt vergeleken geworden met Raymond Chandler zijn personage Philip Marlowe. De wereld waarin deze avonturen plaatsvinden is enorm beïnvloed door Slavische mythologie.
Sapkowski heeft vijf Janusz A. Zajdelprijzen gewonnen, waarvan drie voor de kortverhalen "Mniejsze zło" (Het minste kwaad) (1990), "Miecz przeznaczenia" (Het zwaard van het lot) (1992) en "W leju po bombie" (In een bomkrater) (1993), en twee voor de romans "Krew elfów" (Bloed van Elfen) (1994) en "Narrenturm" (2002).  Hij won ook de Spaanse Premio Ignotus, in de categorie beste anthologie, voor De laatste wens in 2003, en voor "Muzykanci" (De muzikanten), in de categorie beste buitenlands kortverhaal, in datzelfde jaar.
In 1987, won Sapkowski de prestigieuze Polityka's Passportprijs, die jaarlijks wordt toegekend aan artiesten van wie men hoge verwachtingen koestert op internationaal succes.
In 2000, werd een televisieserie gebaseerd op de Hekser-cyclus uitgebracht in Polen en op de internationale markt, getiteld Wiedźmin (The Hexer). Een gelijknamige film werd samengesteld uit scènes van de televisieserie maar beiden waren een flop.
Sapkowski's boeken zijn vertaald naar het Tsjechisch, Hongaars, Russisch, Litouws, Duits, Spaans, Frans, Oekraïens, Portugees, Fins, Slowaaks, Bulgaars, Engels, Italiaans, Nederlands en Zweeds.
De Poolse gameproducent CD Projekt RED creëerde een RPG-game voor PC gebaseerd op dit universum, genaamd The Witcher, die in oktober 2007 werd uitgebracht. Er is ook een mobiele versie van het spel dat werd gecreëerd door Breakpoint Games en wordt uitgegeven door Hands-On Mobile in West-Europa, Latijns-Amerika en Pacifisch Azië. Het vervolg op dit spel, The Witcher 2: Assassins of Kings werd in 2011 uitgebracht. In 2015 zag The Witcher 3: Wild Hunt het levenslicht.
In 2019 bracht Netflix een serie uit die is gebaseerd op de The Witcher boekenserie van Sapkowski. Het eerste seizoen van de serie werd op 20 december 2019 beschikbaar en was Netflix's best bekeken originele titel van dat jaar. Op 17 december 2021 kwam het tweede seizoen beschikbaar.

### De Hekser Saga

#### Kortverhalencollecties
- Wiedźmin (1990) (De Hekser), 5 verhalen (4 werden herdrukt in Ostatnie życzenie, 1 in Coś się kończy, coś się zaczyna).
- Miecz przeznaczenia (1992) (Het zwaard van het lot, 2012)[8], 6 verhalen.[9]
- Ostatnie życzenie (1993) (De laatste wens, 2011), 7 verhalen.[10]
- "Spellmaker" in A Polish Book of Monsters, geredigeerd en vertaald door Michael Kandel (2010).
- Coś się kończy, coś się zaczyna (2000) (Iets eindigt, iets begint), 8 verhalen (slechts twee behoren tot de De Hekser saga).
- Maladie i inne opowiadania (2012) (Maladie en andere verhalen), 10 verhalen (slechts twee behoren tot de De Hekser saga).

#### De Hekser Saga
- Krew elfów (1994) (Het Bloed van Elfen, 2014)[11]
- Czas pogardy (1995) (De Jaren van Verachting, 2015)[12]
- Chrzest ognia (1996) (De Vuurdoop, 2015)[13]
- Wieża Jaskółki (1997) (De Zwaluwentoren, 2016)[14]
- Pani Jeziora (1999) (De Vrouwe van het Meer, 2016)[15]

#### Opzichzelfstaande roman
- Sezon burz (2013) (Het Seizoen van Stormen, 2017)[16]

### De Hussieten Trilogie
- Narrenturm (2002) (Narrenturm).
- Boży bojownicy (2004) (Strijders van God).
- Lux perpetua (2006) (Lux perpetua/Het eeuwige licht).

### Andere romans
- Żmija (2009) (Adder), een roman die zich afspeelt tijdens de Afghaanse Oorlog (1979-1989).

### Andere werken
- Oko Yrrhedesa (1995) (Het Oog van Yrrhedes), rollenspel.
- Świat króla Artura. Maladie (1995) (Wereld van koning Arthur. Maladie), essay en een geïllustreerd kortverhaal dat zich afspeelt in de Arthuriaanse mythologie.
- Rękopis znaleziony w Smoczej Jaskini (2001) (Manuscript ontdekt in de Drakengrot), encyclopedisch fantasycompendium.